# Hustopeče (Břeclavi járás)
Hustopeče (németül: Auspitz, magyarul:Pusztapécs) település Csehországban, Břeclavi járásban. Hustopeče Křepice, Kurdějov, Popice, Nikolčice, Velké Němčice, Starovice, Starovičky, Strachotín és Šakvice településekkel határos. Lakosainak száma 6398 fő (2024. január 1.).

## Népesség
A település lakosságának változását az alábbi diagram mutatja:
| Lakosok száma | 3106 | 3654 | 3494 | 2652 | 5251 | 5881 | 5886 | 5964 | 5998 | 6398 |
|               | 1869 | 1890 | 1921 | 1950 | 1980 | 2001 | 2017 | 2019 | 2022 | 2024 |